# Icariella
Icariella Brignoli, 1979 è un genere di ragni appartenente alla famiglia Linyphiidae.

## Distribuzione
L'unica specie oggi attribuita a questo genere è stata reperita in Grecia.

## Tassonomia
A dicembre 2011, si compone di una specie:
- Icariella hauseri Brignoli, 1979[3] — Grecia